# Lokosphinx
Lokosphinx is een voormalige wielerploeg die een Russische licentie heeft. De ploeg bestond vanaf 2012 en werd opgeheven in 2021. Lokosphinx kwam uit in de continentale circuits van de UCI. Aleksander Koeznetsov was de manager van de ploeg. De ploeg mocht in 2021 bestaan als amateurploeg, waarna de club voor 2022 definitief werd opgeheven. 

## Seizoen 2014

### Transfers
| Inkomend | Team 2013 | Uitgaand | Team 2014 |
| -------- | --------- | -------- | --------- |

## Seizoen 2013

### Overwinningen in de UCI Europe Tour
| Datum      | Wedstrijd                | Cat. | Winnaar       |
| ---------- | ------------------------ | ---- | ------------- |
| 4 augustus | 3e etappe Ronde van León | 2.2  | Sergej Sjilov |

### Renners
| Naam                                 | Geboortedatum                        | Nationaliteit | Ploeg 2012       |
| ------------------------------------ | ------------------------------------ | ------------- | ---------------- |
| Mikhail Antonov (tot 31 mei)         | 4 januari 1986                       | Rusland       |                  |
| Arkimedes Arguelyes                  | 9 juli 1988                          | Rusland       | Team RusVelo     |
| Sergei Belich                        | 4 maart 1990                         | Rusland       |                  |
| Pavel Ptasjkin                       | 23 juni 1990                         | Rusland       |                  |
| Aleksei Ribalkin                     | 16 november 1993                     | Rusland       |                  |
| Jevgeni Sjaloenov                    | 8 januari 1992                       | Rusland       |                  |
| Sergej Sjilov                        | 6 februari 1988                      | Rusland       |                  |
| Boris Sjpilevski (tot 22 september)  | 20 augustus 1982                     | Rusland       | AG2R-La Mondiale |
| Dmitri Sokolov                       | 19 maart 1988                        | Rusland       |                  |
| Kirill Svesjnikov                    | 10 februari 1992                     | Rusland       |                  |
| Stagiair                             | Stagiair                             | Nationaliteit | Ploeg 2012       |
| Aleksander Vdovin (vanaf 1 augustus) | Aleksander Vdovin (vanaf 1 augustus) | Rusland       | Neo              |
| Sergei Vdovin (vanaf 1 augustus)     | Sergei Vdovin (vanaf 1 augustus)     | Rusland       | Neo              |